# Арвід Віттенберг
Арвід Віттенберг або Арвід Вірттенберг фон Деберн (швед. Arvid Wirtenberg von Debern; 1606, Порвоо — 7 вересня 1657, Замостя) — граф Швеції, фельдмаршал і таємний радник Швеції. Учасник Тридцятилітньої і Північної війни.

## Біографія
Арвід Віттенберг син Йоханнеса фон Віттенберг Деберна і Магдалени Шенфельд. Графський титул був даний Арвіду у 1652 році. Він був одружений двічі, з Євою Маргаретою фон Ланген з 1642 року і до її смерті у 1646, і у 1648 році він одружився з Максиміліаною Елізабет фон Шенбург.
Арвід почав свою військову кар'єру у 1622 році, брав участь як полковник у Битві при Нердлінгені 1634 році. Він був захоплений у полон, але пізніше звільнений. Потім брав участь у Битві при Віттштоку 1636 і під Хемніцем 1639, підвищений до генерал-майора. Згодом він перейшов під командування Леннарта Торстенссона, з яким він брав участь у Тридцятилітній війні — битва під Брайтенфельдом (1642) і битва під Янковом 1645 році, в яких він командував шведськими військами на правому фланзі.
У ході Північної війні, Віттенберг був переведений у фельдмаршали (1655), був направлений під командуванням армії за чисельністю у 17 тисяч на Польщу. Арвід оточив польські війська і змусив їх капітулювати у Битві під Уйсьцем 25 липня 1655, завоював Познань і Каліш. Він узяв в облогу Краків, який капітулював 7 жовтня 1655. При захисті міста потрапив до полону, був поміщений у в'язницю в Замості, де згодом помер.